# Oplenac
Cerkev sv. Jurija na Oplencu (srbsko Црква Светого Ђорђа на Опленцу, latinizirano: Crkva Svetog Đorđa na Oplencu), znana tudi kot Oplenac (Опленац), je mavzolej srbske in jugoslovanske kraljeve hiše Karađorđević, in je na vrhu hriba Oplenac pri mestu Topola v Srbiji. Oplenaško cerkev je ustanovil srbsko-jugoslovanski kralj Peter I. Karađorđević Številni člani kraljeve hiše so pokopani v cerkvi, v kripti pod cerkvijo ali na cerkvenem dvorišču.

## Mavzolej
Poleg dveh grobov v cerkvi (Karađorđeva v južni apsidi in Petra I. v severni apsidi) je v tem mavzoleju še 26 pripadnikov rodbine, katerih večno počivališče je. V tej cerkvi je pokopanih šest generacij družine Karađorđević:
1. Prva generacija: Marica Živković, Karađorđeva mati.
2. Druga generacija: Karađorđe (v cerkvi) in njegova žena Jelena Jovanović (1764–1842).
3. Tretja generacija: Karađorđev sin Aleksander in njegova žena Persida Nenadović (1813–1873).
4. Četrta generacija: Aleksandrovih in Persidinih devet otrok: Kleopatra (1835–1855), Aleksije (1836–1840), Svetozar (1841–1847), Jelena (1846–1867), Andreja (1848–1864), Jelisaveta (1851– 1852), Đorđe (1856–18). ), Arsenije in Peter I. (v cerkvi) ter njegova žena Ljubica, znana tudi kot Zorka (pokopana je v kripti). Od desetih otrok kneza Aleksandra in princese Perside tu ni bila pokopana le njuna najstarejša hči Poleksija (1833–1914), čeprav je tu pokopana Poleksijeva hči Persida Ida Nikolajevič (1860–1945).
5. Peta generacija, Peter I. in Zorkini otroci: Milena (1886–1887), Jurij in njegova žena Radmila Radonjić (1907–1993), Aleksander I. in njegova žena Marija in Andrija (1890–1890, živeli le 23 dni) . Tudi sin kneza Arsena Pavel in njegova žena Olga.
6. Šesta generacija: otroci kralja Aleksandra I. in kraljice Marije: Peter II. in njegova žena Aleksandra, Tomislav in Andrej. Tudi sinova kneza Pavla Nikola in Aleksander.

Od 28 grobnic rodbine Karađorđević jih šest pripada vladarjem: vrhovnemu poglavarju Karađorđu, knezu Aleksandru, kralju Petru I., kralju Aleksandru I., knezu Pavlu in kralju Petru II. To je pomemben kraj srbske zgodovine. 6. oktobra 2012 so bili tukaj pokopani princ Pavel, njegova žena Olga in sin Nikola, potem ko so bili njihovi posmrtni ostanki izkopani s pokopališča Bois-de-Vaux v Lozani in se vrnili v Srbijo.
26. maja 2013 so bili tukaj pokopani kraljica Marija, njena sinova kralj Peter II. in princ Andrej ter žena Petra II., Aleksandra, potem ko so bili njihovi posmrtni ostanki izkopani iz Frogmora v Veliki Britaniji, samostanu svetega Save v Libertyvillu v Illinoisu, pokopališču New Gračanica, prav tako v Illinoisu, in palači Tatoi v Grčiji, in se vrnili v Srbijo.

## Zgodovina
V 19. stoletju je bilo to območje pokrito z gozdovi. Izraz Oplenac najverjetneje izhaja iz oplen, kar pomeni lesene dele na volovskih vozovih. Tu se je naselil Karađorđe, zgradil vinograde in sadovnjake ter vzpostavil obrambo bližnje Topole. Njegov sin Aleksander je zgradil nove stavbe in obnovil očetove vinograde in sadovnjake. Šele s prihodom kralja Petra I. je ta kraj dobil svoj pravi pomen.
Peter I. je ob svojem vzponu na prestol leta 1903 izbral mesto 337 metrov na vrhu Malega Oplenca za lokacijo svoje cerkve sv. Jurija. Lokacijo so izmerili geodetski strokovnjaki; tako je bil oltar po pravoslavnem izročilu obrnjen proti vzhodu. Leta 1907 je bil položen temeljni kamen in v temelj položena listina sv. Jurija. Zmagovalno nagrado na razpisu je prejel arhitekt Nikola Nestorović. Po dolgi in živahni strokovni razpravi, predvsem o zahtevi po monumentalnosti srbsko-bizantinskega sloga, in zaradi kraljevega nezadovoljstva s predlagano rešitvijo, je bil leta 1909 objavljen nov razpis. Komisijo so sestavljali v bistvu isti prejšnji člani (Mihailo Valtrović, Andra Stevanović in arhitekt Konstantin Jovanović, ki je iz prejšnjega odbora zamenjal Dragutina Đorđevića).
Komisija je prvo nagrado podelila mlademu arhitektu Kosti J. Jovanoviću. 1. maja 1910 se je začela gradnja po Jovanovićevem načrtu. Lomljenje kamna za kripto in temelj cerkve je trajalo štiri mesece. 1. septembra 1910 je bilo temeljenje večinoma končano. Leta 1911 se je gradnja pospešeno nadaljevala in cerkev je bila že pod kupolo. Istega leta je bilo sklenjeno, da bo fasada cerkve izdelana iz belega marmorja, ki prihaja z bližnje planine Venčac, še danes znane po izjemno belem marmorju. Jeseni 1912 je bila cerkev na splošno dokončana in pripravljena za posvetitev. Srbski patriarh Dimitrije je cerkev posvetil 23. septembra 1912. V premoru balkanskih vojn 1912-1913 in prve svetovne vojne je prišlo tudi do premora pri gradnji cerkve. Ko je Avstro-Ogrska pozimi 1915 okupirala Srbijo, je bila cerkev izropana – s kupole, strehe in portalov so odstranili bakreno kritino. Odstranili so tudi strelovod in zvonove. Veliko oken je bilo razbitih, vključno z majhnimi marmornimi stebri in okraski. Z izgovorom, da bi lahko bili skriti  pomembni zapisi, so okupatorji oskrunili grobove v kripti.
Ob vrnitvi v osvobojeno domovino in k zgodovinski stvaritvi Kraljevine Srbov, Hrvatov in Slovencev, Peter I. ni mogel videti dokončanja svoje gradnje. Kralj je umrl 16. avgusta 1921, dokončanje pa je prevzel njegov naslednik Aleksander I., ki je spremenil prvotni načrt.
Po Jovanovićevi rekonstrukciji kripte je sledil ikonostas, strelovod, nato nova bakrena streha z zlatimi robovi na kupoli. Zvonove je izdelal Frères Piccard iz Annecy le Vieuxa v Franciji, mozaike pa Puhl & Wagner iz Berlina v Nemčiji. Bronasti lestenec je izdelal Luks, Zagreb, Hrvaška. Cerkev je bila ponovno posvečena septembra 1930. Cerkvene službe so potekale do leta 1947. Nato je bila razglašena za kulturni spomenik in odprta za obiskovalce. Oplenac je bil leta 1979 uvrščen na seznam spomenikov kulture izjemnega pomena in je zaščiten s strani države.

## Arhitektura in oblikovanje
Cerkev je zgradba s petimi kupolami. Notranja dolžina templja je 30 metrov, višina loka pa 27 metrov. Širina vsakega narteksa je 9 metrov, prav tak je tudi razpon osrednje kupole. Vse štiri fasade so izdelane iz belega marmorja, ki prihaja s planine Venčac. Glavna fasada, najbolj dekorativna, je zahodna. V polkrogu portala je mozaična ikona sv. Jurija, ki mu je cerkev posvečena. Izdelana v Benetkah po načrtu znanega srbskega umetnika Paje Jovanovića; na podlagi zlatega mozaika, ta ikona simbolizira zmago Srbov nad sovražniki. Nad portalom je v krogu izklesan stari grb družine Karađorđević, na katerem sta prikazana dva tipična šumadijska moška, ki držita zastave. Preostali del je večinoma enak grbu Srbije. Tla cerkve so bila izdelana v Münchnu, iz poliranega marmorja, v različnih barvah. Prestol za kralja in kraljico, dvignjen na majhen podij, je izdelan iz poliranega zelenega marmorja, hrbtna stran je okrašena z zlatim mozaikom in biserno matico, v sredini je dvoglavi orel. Naslon za roke je izdelan iz istega marmorja kot samostan Visoki Dečani, celoten sedež pa sloni na izklesanih levih. Ogromen lestenec s premerom 9 metrov je pod glavno kupolo, visi na 8 mestih. Ulit je iz masivnega brona in tehta 1500 kg. V lestencu je obrnjena krona (simbolizira izgubljeno Srbsko cesarstvo v bitki na Kosovem polju leta 1389).

### Mozaiki
Prvotna zamisel kralja Petra I. je bila, da bi v obzidje vklesali imena vseh vojakov in častnikov, ki so padli v balkanskih vojnah 1912 in 1913. Ker pa cerkev ni bila v celoti dokončana in ker je sledila prva svetovna vojna (1914). -1918), je bilo treba to idejo opustiti. Rešitev je bila okrasitev notranjosti templja z mozaiki, ki bi bil nekakšen muzej reprodukcij najlepših fresk srednjeveške srbske umetnosti. V cerkev sv. Jurija na Oplencu so prinesli kopije iz 60 srbskih srednjeveških cerkva in samostanov. Celoten mozaik ima 725 naslikanih kompozicij (513 v templju in 212 v kripti), na katerih je 1500 figur. Celotna površina mozaikov je 3500 kvadratnih metrov; s 40 milijoni različnih barvnih kosov stekla, ki imajo 15 tisoč različnih barv, ki ustvarjajo živahen umetniški vtis.
Desno od vhoda, na celotni južni steni narteksa, je slika upravitelja, kralja Petra I., ki na dlani drži maketo svoje cerkve s krono in dekoracijo. Z desno roko ga vodi sveti Jurij, ki mu je posvečen tempelj, in prikazan, kako se približuje Materi Božji in ga pozdravlja s Kristusom, ki sedi na prestolu.
V južni apsidi je galerija srbskih srednjeveških vladarjev, impresivna zasedba, vsakega od njih predstavljajo svoje cerkve. Prvi na levi je Štefan Nemanja (vladal od 1168 do 1196), oblečen v duhovniško oblačilo samostana Hilandar in drži samostan Studenica. Potem je tu kralj Štefan Prvokronani (1196-1227) z modelom samostana Žiča, nato kralj Štefan Radoslav (1227-1234) z narteksom samostana Studenica, sledi kralj Štefan Vladislav I. (1234-1243) s samostanom Mileševa, nato kralj Štefan Uroš I. (1243–1276) s samostanom Sopoćani; kralj Štefan Dragutin s cerkvijo sv. Ahilija (1276–1282), kralj Štefan Milutin (1282–1322) s samostanom Gračanica, kralj Štefan Dečanski (1322–1331) s samostanom Visoki Dečani in dva cesarja – Štefan Dušan (1331-1355) s samostanom Svetih nadangelov in Štefan Uroš V. (1355–1371) s samostanom Matejće. Naslednji upodobljen vladar je srbski Lazar Hrebeljanović (1371–1389) s samostanom Ravanica, njegov sin despot Stefan Lazarević (1389–1427) s samostanom Manasija, sledijo mu Đurađ Branković s smederevsko cerkvijo.
V sami kaloti glavne kupole je Kristus Pantokrator, kopija prsnega koša, najdena v samostanu Gračanica. Kristusov obraz, 27 metrov od tal templja, je videti impresivno in je sorazmernih dimenzij. Čeprav je premer te slike 9 metrov in čeprav je samo Kristusov prst dolg 1,5 metra, nos pa 1,2 metra, je vse harmonično. V oltarju so freske Gospodove večerje in poti na Golgoto. V oltarni niši je 5 metrov visoka figura Matere Božje v položaju za molitev (kopija freske iz patriarhalnega samostana Peć). Tu je tudi skrivnost svetega obhajila in obhajila apostolov s kruhom in vinom. To je le nekaj kompozicij, ki tvorijo bogato notranjost cerkve.
Poleg mavzoleja (cerkev sv. Jurija) so tudi drugi objekti, ki predstavljajo Fundacijo kralja Petra I. – hiša kralja Petra, kraljeva vila, kraljičina vila, vinogradi, hiša čuvaja vinogradov itd. Obiskovalci lahko obiščejo tudi zgodovinsko mesto Topola v bližini, tradicionalna utrdba rodbine Karađorđević, vse od Karađorđevih časov.

### Zadnja večerja
V cerkvi je ikona Zadnje večerje po vzoru znamenite Da Vincijeve Ultima cene. Ikona je izdelana iz biserne matice in vsaka figura in predmet sta izdelana posebej. Izdelana je bila v delavnici družine Salsa v Beit Sahourju, 1,5 km vzhodno od Betlehema. Velikost ikone je 73,5 x 67,5 cm. Kralju Aleksandru I. je bila izročena 16. oktobra 1924, ko je grški pravoslavni patriarh Jeruzalema Damjan I. obiskal Beograd. Čeprav so časopisi dneva podrobno poročali o dogodku, ikona ni bila omenjena. Šlo je za darilo za kraljevo poroko, ki se je zgodila 8. junija 1922. Kralj je naročil, da se ikona prenese v cerkveni trezor na Oplencu.
18. oktobra 1934 je nemški nacistični uradnik Hermann Göring obiskal Oplenac v okviru pogreba kralja Aleksandra I. Pred ikono je preživel veliko časa. Ker je mit o Apostolu Janezu v Ultima ceni dejansko že obstajal in je Janez na ikoni res videti kot ženska (Marija Magdalena, je kvazi znanstvena organizacija Heinricha Himmlerja Ahnenerbe prav tako izrazila zanimanje za ikono kot del iskanja Svetega grala. Po nemški invaziji na Jugoslavijo med drugo svetovno vojno je bila Jugoslavija aprila 1941 okupirana, se je Göring odločil, da najprej pridobi ikono. Da bi preprečil ropanje Ahnenerbeja in Alfreda Rosenberga, ki sta ustanovila tudi organizacijo za krajo umetnin v okupiranih državah, je Göring poslal Franza Neuhausna v Srbijo. Da bi prikril ropanje in mu dal nekaj pravne verodostojnosti, je Göring imenoval Neuhausna za posebnega pooblaščenca za gospodarske zadeve na ozemlju vojaškega poveljnika v Srbiji po razdelitvi Jugoslavije. Prva stvar, ki so jo vzeli iz Opleanca, je bila ikona, ki so jo takoj poslali Göringu, ki jo je razstavil v svoji Carinhall. Leta 1943 je Göring del izropane zbirke, vključno z ikono, prenesel v rudnike soli Altaussee na avstrijskem Štajerskem.
Zavezniki so zaklad našli po osvoboditvi in vse je bilo shranjeno v Führerbauu, nekdanji reprezentativni zgradbi, zgrajeni za Hitlerja, nato pa so jo zavezniki spremenili v osrednje zbirališče umetnin, ki so jih izropali nacisti. Tam je bila shranjena tudi ikona. Obstajata dve različici, kako je bila ikona vrnjena na Oplenac. Po prvi je zanjo plačal član varnostne agencije OZNA Slobodan Kostić Uča »1200 din, 350 dolarjev in še nekaj manjših uslug«. Drugo, bolj sprejeto je, da je kontroverzni zbiratelj umetnin Ante Topić Mimara vrnil ikono, saj je bila njegova žena Wiltrud Mersman Topić mlajša kustosinja v Central Collecting Place.